# Cerkiew Wjazdu Pańskiego do Jerozolimy w Petersburgu
Cerkiew Wjazdu Pańskiego do Jerozolimy, określana potocznie jako cerkiew Ikony Matki Bożej „Znak” – prawosławna cerkiew w Petersburgu, na Placu Powstania, czynna w latach 1804–1938, zburzona w 1941.

## Historia
Pierwsza cerkiew na miejscu świątyni Wjazdu Pańskiego do Jerozolimy została wzniesiona w 1765; była to drewniana świątynia Świętych Zachariasza i Elżbiety przeniesiona z okolic Pałacu Zimowego i poświęcona ponownie przez metropolitę petersburskiego Gabriela, z nadaniem nowego wezwania – Ikony Matki Bożej „Znak” (kopia tego wizerunku znajdowała się w świątyni). Wyposażenie dla obiektu przeniesiono z tymczasowej kaplicy dworskiej użytkowanej przez carycę Elżbietę.
Murowana cerkiew na miejscu dotychczasowej została wybudowana w latach 1794–1804 w stylu klasycystycznym, według projektu Fiodora Diemiencowa. Poświęcenia budynku dokonał 6 listopada 1804 metropolita petersburski Ambroży. We wnętrzu obiektu znajdował się trzyrzędowy złocony ikonostas w stylu empire, wnętrze podtrzymywały korynckie kolumny i pilastry o złoconych kapitelach. 27 listopada 1836 miało miejsce ponowne poświęcenie cerkwi, co było uzasadnione poważnymi zmianami, jakie zaszły w wyglądzie jej wnętrza. Obrzędu dokonał metropolita gruziński Jonasz. Główny ołtarz świątyni poświęcony był Wjazdowi Pańskiemu do Jerozolimy, boczny – ikonie Matki Bożej „Znak”. W 1868 dobudowany został kolejny ołtarz pod wezwaniem Spotkania Pańskiego, zaś w 1912 – św. Serafina z Sarowa. W 1900 przedstawiony został nigdy niezrealizowany projekt powiększenia budynku. W 1904 przeprowadzono jedynie prace remontowe.
Cerkiew została zamknięta w 1938. Ikonę Matki Bożej „Znak” przeniesiono wówczas do soboru św. Mikołaja, zaś wyposażenie przejęło państwo. Trzy lata po zamknięciu świątynia została wysadzona w powietrze w celu zwolnienia miejsca pod budowę stacji metra Płoszczad' Wosstanija.